# Arachis sylvestris
Arachis sylvestris är en ärtväxtart som först beskrevs av Auguste Jean Baptiste Chevalier, och fick sitt nu gällande namn av Auguste Jean Baptiste Chevalier. Arachis sylvestris ingår i släktet jordnötter, och familjen ärtväxter. Inga underarter finns listade i Catalogue of Life.